# آراگواسما
آراگواسما (به پرتغالی: Araguacema) یک منطقهٔ مسکونی در برزیل است که در توکانتینس واقع شده‌است. آراگواسما ۲٬۷۷۸ کیلومتر مربع مساحت و ۷٬۱۵۵ نفر جمعیت دارد.